# Irvin McDowell
Irvin McDowell (Columbus (Ohio), 15 oktober 1818 – San Francisco (Californië), 4 mei 1885) was een beroepsofficier in het United States Army. Hij is vooral bekend dankzij zijn nederlaag in de Eerste Slag bij Bull Run, de eerste grootschalige veldslag van de Amerikaanse Burgeroorlog.

## Vroege jaren
McDowell werd geboren in Columbus in de staat Ohio als zoon van Abram Irvin McDowell en Eliza Seldon McDowell. Hij was aangetrouwde familie van John Buford. Zijn broer, John Adair McDowell diende tijdens de burgeroorlog als kolonel bij de 6th Iowa Volunteer Infantry Regiment. Irvin liep school aan het College de Troyes in Frankrijk waarna hij toetrad tot de United States Military Academy in 1838. Een van zijn klasgenoten was P.G.T. Beauregard, zijn latere opponent tijdens de Eerste Slag bij Bull Run. Na zijn opleiding werd hij aangesteld als tweede luitenant bij de 1st U.S. Artillery. Hij diende als instructeur van de tactiek tot hij aide-de-camp werd van generaal John E. Wool tijdens de  Mexicaans-Amerikaanse oorlog. Hij werd bevorderd tot gebrevetteerd kapitein na de Slag bij Buena Vista. Na de oorlog diende hij bij het departement van de adjudant-generaal. Hij werd bevorderd tot majoor op 31 mei 1856.
Tussen 1848 en 1861 diende McDowell als stafofficier bij verschillende hogere officieren en verwierf een grote kennis in verband met bevoorrading en logistiek. Hij raakte bevriend met generaal Winfield Scott terwijl McDowell in zijn staf werkte. Hij diende ook in de staf van de latere zuidelijke generaal Joseph E. Johnston.

## Amerikaanse Burgeroorlog
Op 14 mei 1861 werd McDowell gepromoveerd tot brigadegeneraal waarna hij het bevel over het Army of Northeastern Virginia kreeg, ondanks het feit dat hij nog nooit een eenheid had aangevoerd. Zijn benoeming werd sterk gesteund door de minister van financiën Salmon P. Chase. Hoewel McDowell erop wees dat hij een logistiek officier was en geen veldcommandant en dat zijn troepen nog te onervaren waren, diende hij onder druk van de regering een offensief te openen in noordelijke Virginia. Zijn strategie tijdens de Eerste Slag bij Bull Run was origineel, maar te complex voor zijn troepen om goed uit te voeren. Dit resulteerde in een nederlaag en een vlucht van het slagveld.
Na de nederlaag van Bull Run kreeg generaal-majoor George B. McClellan het bevel over het nieuwe Noordelijke leger Army of the Potomac. McDowell kreeg het bevel over een divisie. Na een reorganisatie door McClellan in de lente van 1862 werd McDowell bevelhebber van het I Corps. Zijn korps diende Washington te beschermen tijdens de Schiereilandveldtocht van McClellan en zou de laatste versterken om eventuele successen verder uit te buiten. Maar de nerveuze politici in de hoofdstad hielden McDowell bij zich, uit vrees voor de succesvolle veldtocht van Stonewall Jackson in de Shenandoahvallei.
Uiteindelijk werden drie eenheden die van Mcdowell, John C. Frémont en Nathaniel P. Banks samengevoegd tot een nieuw leger, namelijk het Army of Virginia onder leiding van John Pope. McDowell voerde het III Corps van dit leger aan. Voor zijn acties bij Cedar Mountain werd McDowell gepromoveerd tot gebrevetteerd generaal-majoor in het reguliere leger. Kort daarop werd hij beschuldigd van insubordinatie tijdens de Tweede Slag bij Bull Run. Dankzij zijn getuigenis tegen generaal-majoor Fitz John Porter, die Pope eveneens had aangeklaagd, kwam Mcdowell er met een waarschuwing vanaf. De daaropvolgende twee jaar ontving hij echter geen commando meer.

## Militaire loopbaan op het einde van de oorlog en na het conflict
In juli 1864 ontving McDowell het bevel over het Department of the Pacific. Van 27 juli 1865 tot 31 maart 1868 voerde hij het bevel over het Departement of California en na een korte periode als bevelhebber van het Fourth Military Departement nam hij het bevel van het Departement of the east op zich tussen 16 juli 1868 en 16 december 1872. Op 25 november 1872 werd hij bevorderd tot generaal-majoor. Op 16 december 1872 volgde McDowell generaal George G. Meade op als bevelhebber van de Military Division of the South. Vanaf 1 juli 1876 tot zijn pensioen op 15 oktober 1882 was hij bevelhebber van de Military Division of the Pacific.  
Na zijn pensioen kon McDowell zijn passie voltijds beleven. Hij werd Park Commissioner van San Francisco en bleef dit tot zijn dood op 4 mei 1885. Hij werd bijgezet in het San Francisco National Cemetery.